# Дорнбуш, Ричард
Ри́чард До́рнбуш (англ. Richard Dornbush; род. 27 августа 1991) — американский фигурист-одиночник, победитель юниорского Финала Гран-при по фигурному катанию 2010—2011 года, серебряный медалист чемпионата США по фигурному катанию (2011). 
По состоянию на январь 2017 года занимает 47-е место в рейтинге Международного союза конькобежцев (ИСУ).

## Карьера
Спортсмен родился в городе Корона (Калифорния), США. Заявил о себе в финале Гран-при сезона 2008—2009, где завоевал бронзовую медаль. В следующем сезоне на национальном чемпионате Дорнбуш стал 11-м, выступая во «взрослом» разряде. Став серебряным медалистом национального турнира в 2011 году, отобрался на чемпионат мира, где занял девятое место, самое высокое из трёх американцев. По данным на январь 2011 года, у него были одни из самых высоких суммарных оценок за сезон — 9-й результат.
Далее в его карьере произошёл спад. Даже в чемпионах США ему не удавалось подобраться к пьедесталу.
Однако осенью сезона 2014/2015 г. начал показывать вновь высокие результаты. Выиграл Кубок Ломбардии и занял третье место на китайском этапе Гран-при. Однако в национальном чемпионате не попал даже в десятку.
В новом сезоне последовало выступление на Кубке Китая в серии Гран-при, он там оказался на седьмом месте. В середине таблицы он оказался на заключительном этапе Гран-при в Нагано.

## Спортивные достижения

### Результаты после 2014 года
| Соревнование                    | 2014—2015 | 2015—2016 |
| ------------------------------- | --------- | --------- |
| Этапы Гран-при: Trophée Bompard | 7         |           |
| Этапы Гран-при: Cup of China    | 3         | 7         |
| Этапы Гран-при: NHK Trophy      |           | 8         |
| Чемпионаты США                  | 11        |           |
| Турнир в Солт-Лейк-Сити         |           | 6         |
| Кубки Ломбардии                 | 1         |           |

### Результаты до 2014 года
| Соревнования                            | 2006—2007 | 2007—2008 | 2008—2009 | 2009—2010 | 2010—2011 | 2011—2012 | 2012—2013 | 2013—2014 |
| --------------------------------------- | --------- | --------- | --------- | --------- | --------- | --------- | --------- | --------- |
| Чемпионаты мира                         |           |           |           |           | 9         |           |           |           |
| Чемпионаты четырёх континентов          |           |           |           |           |           | 13        | 5         | 5         |
| Чемпионаты США                          | 8J        | 4J        | WD        | 11        | 2         | 13        | 6         | 5         |
| Cup of China                            |           |           |           |           |           | 6         |           |           |
| NHK Trophy                              |           |           |           |           |           |           | 5         |           |
| Cup of Russia                           |           |           |           |           |           |           | 6         |           |
| Skate America                           |           |           |           |           |           | 4         |           |           |
| Finlandia Trophy                        |           |           |           |           |           |           | 2         |           |
| Финалы Гран-при среди юниоров           |           |           | 3         | 4         | 1         |           |           |           |
| Этапы Гран-при среди юниоров, Австралия |           |           |           |           | 4         |           |           |           |
| Этапы Гран-при среди юниоров, Мексика   |           |           | 1         |           |           |           |           |           |
| Этапы Гран-при среди юниоров, ЮАР       |           |           | 1         |           |           |           |           |           |
| Этапы Гран-при среди юниоров, Венгрия   |           |           |           | 1         |           |           |           |           |
| Этапы Гран-при среди юниоров, Германия  |           |           |           | 5         | 1         |           |           |           |

- N = уровень «novice»; J = юниорский уровень; WD = снялся с соревнований